# Hiệp hội Công nghiệp ghi âm Singapore
Hiệp hội Công nghiệp ghi âm Singapore (tên gốc: Recording Industry Association Singapore, viết tắt: RIAS) là một tổ chức đại diện cho ngành công nghiệp âm nhạc ở Singapore và là đại diện quốc gia của Liên đoàn Công nghiệp ghi âm Quốc tế. Tổ chức này được thành lập vào năm 1976 với tên gọi Singapore Phonogram Videogram Association (SPVA) và được đổi tên vào năm 2001.

## Chứng nhận doanh số
RIAS trao chứng chỉ cho các đĩa nhạc ở Singapore dựa trên doanh số bán hàng. Các yêu cầu cho chứng chỉ album thay đổi qua các năm, trong khi các yêu cầu đối với đĩa đơn không đổi. Các cấp độ là:
| Album    |                         |                         |                         |
| Ngưỡng   | Trước tháng 10 năm 2007 | Trước tháng 12 năm 2009 | Kể từ tháng 12 năm 2009 |
| Vàng     | 7.500                   | 6.000                   | 5.000                   |
| Bạch kim | 15.000                  | 12.000                  | 10.000                  |

| Đĩa đơn  |            |
| Ngưỡng   | Đơn vị bán |
| Vàng     | 5.000      |
| Bạch kim | 10.000     |

Tính đến  năm 2021, RIAS chấp nhận cả doanh số nhạc số. Đĩa đơn được chứng nhận dựa trên doanh số (đơn vị), trong khi album được chứng nhận trên cơ sở doanh thu, với mức 50.000 đô la Mỹ cho chứng nhận đĩa Vàng và 100.000 đô la Mỹ cho chứng nhận đĩa Bạch kim.

## Bảng xếp hạng
RIAS phát hành các bảng xếp hạng hàng tuần sau:
- Top Streaming Chart
- Top Regional Chart

### Bài hát quán quân
Bài hát quán quân đầu tiên của bảng xếp hạng của RIAS là "Perfect" của Ed Sheeran vào ngày 4 tháng 1 năm 2018. Không có bảng xếp hạng nào được phát hành từ ngày 28 tháng 3 đến ngày 28 tháng 6 năm 2019.